# Тил Уленшпигел
„Тил Уленшпигел: Легенда за героичните, весели и славни приключения на Уленшпигел и на Ламме Гудзак във Фландрия и другаде“ (на френски: La Légende et les Aventures héroïques, joyeuses et glorieuses d'Ulenspiegel et de Lamme Goedzak au pays de Flandres et ailleurs) е роман на белгийския писател Шарл де Костер, издаден през 1867 година.
Главният герой на романа е базиран на средновековния фолклорен персонаж Тил Ойленшпигел, но авторът пренася действието във времето на Осемдесетгодишната война, използвайки го, за да противопостави духа на свободолюбие, патриотизъм и антиклерикализъм на деспотизма на властта.
„Тил Уленшпигел“ е издадена на български през 1955 година в превод на Константин Константинов, преиздаван неколкократно през следващите десетилетия.